# Surya Shekhar Ganguly
Surya Shekhar Ganguly (en bengalí: সূর্য শেখর গাঙ্গুলী; nascut el 24 de febrer de 1983 a Kolkata) és un jugador d'escacs indi, que té el títol de Gran Mestre. Ha estat sis cops campió de l'Índia, i Campió de l'Àsia el 2009.
Va començar a jugar als escacs a 5 anys, i va assolir èxits als campionats nacionals i mundials per edats a partir dels 8 anys. Va establir el rècord de ser el jugador més jove en batre un Gran Mestre, amb 11 anys.
Ganguly va esdevenir Mestre Internacional a 16 anys, i Gran Mestre a 19. El 2005 fou guardonat pel govern de l'Índia amb el Premi Arjuna pels seus assoliments esportius. També ha obtingut el premi "Shera Bangali" el 2009 com a millor esportista de Bengala, i el premi "Khel Samman" del Govern de Bengala Occidental el 2013. Va formar part de l'equip de segons que van ajudar Anand a guanyar els matxs pel Campionat del Món contra Vladímir Kràmnik, Vesselín Topàlov i Gelfand els anys 2008, 2010 i 2012 respectivament.
A la llista d'Elo de la FIDE del febrer de 2016, hi tenia un Elo de 2660 punts, cosa que en feia el jugador número 4 (en actiu) de l'Índia, i el número 89 del rànquing mundial. El seu màxim Elo va ser de 2672 punts, a la llista del març de 2010 (posició 56 al rànquing mundial).

## Resultats destacats en competició

### Primers anys
Ganguly va aprendre a jugar a escacs a 5 anys, amb el seu avi. Aviat va esdevenir molt popular als cercles escaquístics de Calcuta, ja que era el jugador més jove en molts torneigs en aquell temps, i hi va guanyar diversos premis. El 1991, a 8 anys, va guanyar el Campionat de l'Índia per edats tant a la categoria Sub-10 com a la Sub-12. Posteriorment els tornaria a guanyar els anys 1992 i 1995.
Va obtenir els següents resultats al Campionat del Món per edats:
- Campionat del Món Sub-10, Varsòvia 1991: Medalla de bronze, a 8 anys, en el seu primer viatge a l'estranger.
- Campionat del Món Sub-10, Duisburg 1992: Fou sisè, però va liderar el torneig fins a dues rondes pel final, per davant de futures estrelles com Aleksandr Grisxuk, Étienne Bacrot i Francisco Vallejo Pons.
- Campionat del Món Sub-10, Bratislava 1993: Empatà al tercer lloc amb Dmitri Iakovenko, per davant de Grishchuk.
- Campionat del Món Sub-12, Szeged 1994: Empatà al tercer lloc amb Ruslan Ponomariov i Vallejo Pons per darrere de Levon Aronian i Bacrot, i per davant de Grishchuk.
- Campionat del Món Sub-12, São Lourenço 1995: Medalla d'argent, per darrere de Bacrot.[4]

El 1995, a 11 anys, va vèncer un Gran Mestre, i fou així el jugador més jove de la història en fer-ho.